# Brachydontium olsonii
Brachydontium olsonii là một loài rêu trong họ Seligeriaceae. Loài này được F.D. Bowers & B.H. Allen mô tả khoa học đầu tiên năm 1990.